# Панченко, Семён Викторович
Семён Викторович Панченко (1867—1937) — российский композитор, дирижёр, теоретик музыки и музыкальный педагог.

## Биография
Семён Панченко родился в 1867 году в Суджанском уезде Курской губернии; детство провёл за границей. Музыке учился у А. К. Лядова (композиция) в Санкт-Петербургской консерватории, а затем брал дополнительные частные уроки.
Окончив свое музыкальное образование, Панченко сам давал уроки музыки (в том числе в столице в музыкальной школе Даннемана), а с 1894 года заведовал, среди прочего, музыкальной частью в народной аудитории фон Дервиза, где устраивал общедоступные хоровые, оркестровые и духовные концерты, сопровождавшиеся объяснительными чтениями, затем открыл свою школу музыки.
С конца XIX века С. В. Панченко жил в основном за границей (в Берлине и Женеве), где занимается исключительно композицией.
Кроме церковных произведений Панченко (Литургия C-dur, op. 18; «3 Присвятых песни» op. 16); были изданы его фортепьянные пьесы (op. 1—4, 10, 13, 17), романсы (op. 11), хоры (op. 23) и детские песни (op. 22). Также он составил «Народный обиход» — множество переложений простейших обиходных напевов в гармонизации, изобилующей пустыми квинтами и квартами, унисонными кадансами и т. д., однако в церковнопевческой практике эти переложения не были востребованы. Ряд оригинальных духовных композиций Панченко использовали новейшие, по понятиям той эпохи, средства музыкального языка. В качестве дирижёра Панченко впервые познакомил русскую публику с произведениями австрийских композиторов Антона Брукнера и Густава Малера.
Панченко был тесно связан с поэтами-символистами и дружил с А. А. Блоком; в 1903 году он первым из композиторов написал музыку на слова поэта. К 1911 году их дружба охладела (возможно потому, что Панченко предавал труды поэта довольно жесткой критике), Блок писал тогда-же в письме матери: «С Панченкой было тяжело, я чувствую к нему симпатию по воспоминанию, но он — очень чужой». М. А. Бекетова — тётка поэта А. Блока по материнской линии и его первый биограф писала, что «Панченко оказал несомненное влияние на Блока и его мать».
В 1913 году вместе с музыковедом Петром Петровичем Сувчинским принимал участие в создании музыкального альманаха по вопросам церковного искусства.
Семён Викторович Панченко умер в 1937 году.
Образ Панченко увековечил Андрей Белый в романе «Петербург». Композитор там является отрицательным персонажем — провокатором Липпанченко где, помимо сходства фамилий, можно увидеть и черты, присущие Панченко.